# Misvær
Misvær est une localité du comté de Nordland, en Norvège.

## Géographie
Administrativement, Misvær fait partie de la kommune de Bodø.